# Clustermedizin
Die Clustermedizin ist ein vom deutschen Heilpraktiker Ulrich-Jürgen Heinz entwickeltes alternativmedizinisches Verfahren.
Sie nutzt Elemente der ebenfalls alternativmedizinischen Spagyrik. und soll dem Behandler bei der Auswahl passender therapeutischer Mittel helfen.
Die medizinische Wirksamkeit der Clustermedizin ist wissenschaftlich nicht erwiesen.

## Analyse
Für die clustermedizinische Analyse werden zunächst verschiedene Proben von Blut, Urin und anderen Körperflüssigkeiten kristallisiert. Anschließend wird aus den dabei entstandenen Kristallisationsmustern ein Code gebildet, der laut Heinz die gesamte Persönlichkeit der jeweiligen Person darstelle.
Er behauptet, dass in den Zellen eines Menschen dessen gesamte seelische und körperliche Vergangenheit in einer bestimmten Verschlüsselung enthalten ist, die sich so ablesen lasse. Auch zukünftige Erkrankungen einer Person sollen dadurch erkannt werden können.

## Behandlung
Ausgehend von diesem „Code“ wird über einen Zeitraum von sechs bis zwölf Monaten eine nach den Regeln der Spagyrik hergestellte Rezeptur aus Wasser mit Pflanzen, Metallen und Körpersubstanzen verordnet, die den Körper zur Selbstheilung anregen soll. Parallel dazu werden laut Behauptungen der Anwender die Selbstheilungskräfte durch Schallcluster und individuelle Ernährungsvorschläge aktiviert.

## Kritik
Nach Angaben von Heinz soll das Verfahren als alleinige Maßnahme auch bei schwerwiegenden Erkrankungen ausreichen. Durch den Verzicht auf eine Behandlung nach der evidenzbasierten Medizin besteht jedoch die Gefahr massiver Folgeschäden, wenn keine gesicherte Diagnose erstellt und auf eine wirksame Therapie verzichtet wird.